# HD 163145
HD 163145，又名CD-4412201，SAO 228562、HR 6675，是一颗恒星，视星等为4.86，位于銀經347.76，銀緯-9.69，其B1900.0坐标为赤經17h 49m 29.5s，赤緯-44° -9.69′ 31″。